# Thorichthys maculipinnis

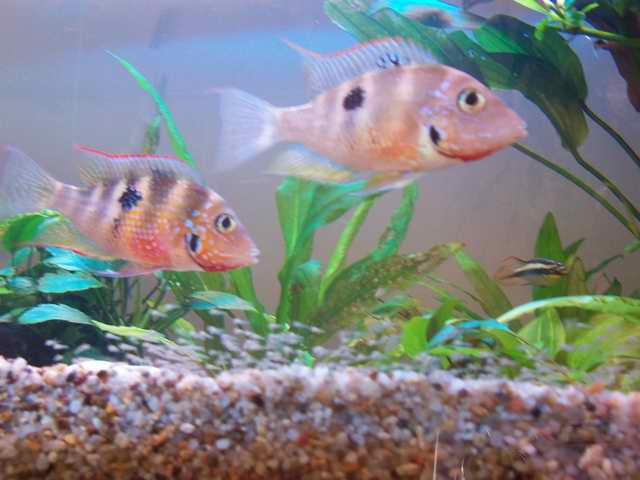
Para pielęgnic Thorichthys maculipinnis pilnująca kilkudniowego narybku

Thorichthys maculipinnis nazywana pielęgnicą Elliota – gatunek słodkowodnej ryby z rodziny pielęgnicowatych (Cichlidae). Występuje w meksykańskich rzekach Río Papaloapan i Rio de las Mariposas, hodowana w akwariach. Gatunek typowy rodzaju Thorichthys.
| Zalecane warunki w akwarium | Zalecane warunki w akwarium      |
| --------------------------- | -------------------------------- |
| Wielkość zbiornika          | obszerny, minimum 80 cm długości |
| Temperatura wody            | 18–27 °C                         |
| Twardość wody               | do 15°n                          |
| Skala pH                    | 7,0–7,8                          |
| Pokarm                      | żywy, mrożony i suchy            |

Systematyka:
Gatunek ten jest często opisywany pod synonimem Thorichthys ellioti.
Opis i rozmnażanie:
Pochodzi z Meksyku, osiąga długość do ok. 15 cm, w akwariach do 14 cm. Gatunek spokojny, raczej nieagresywny wobec innych ryb; wyjątkiem jest okres tarła, kiedy to para zaciekle broni ikry i narybku. W tym czasie tarlaki przeganiają wszystkie ryby i kopią dołki (rośliny powinny być dobrze ukorzenione bądź obłożone kamieniami). Nie należy trzymać ich ze stosunkowo małymi rybami, ponieważ w czasie tarła mogą one stracić życie. Samica składa na płaskich kamieniach bądź korzeniach ikrę w liczbie od 150 do 450 sztuk, której pilnuje wspólnie z samcem. Po kilku dniach (48–72 h) wylęgają się larwy, które przenoszone są przez rodziców do wcześniej wykopanych dołków. Po upływie kolejnych 48 h młody narybek zaczyna wypływać z dołków i zajmuje coraz większą powierzchnię akwarium. Rodzice pilnują młodych do momentu osiągnięcia przez nich samodzielności.
Dymorfizm płciowy:
Samica ma charakterystyczną plamkę („pawie oczko”) na płetwie grzbietowej i jest nieco mniejsza od samca.
Samiec ma dłuższą płetwę grzbietową i odbytową oraz bardziej wyraziste ubarwienie, w szczególności w czasie tarła.